# Košice:Dnes
Košice:Dnes (zapis stylizowany: KOŠICE:DNES) – słowacki tygodnik z siedzibą w Koszycach. Pismo zostało założone w 2014 roku i pierwotnie wychodziło jako dziennik, w nakładzie wynoszącym 7 tys. egzemplarzy. 9 października 2020 zaczęło się ukazywać jako tygodnik.
Według danych z 2020 r. pismo było rozprowadzane w wersji drukowanej w tygodniowym nakładzie wynoszącym 65 tys. egzemplarzy.
Z pismem „Košice:Dnes” jest powiązany portal internetowy KOŠICE:DNES.sk. Powstała także pokrewna stacja telewizyjna o nazwie Košice:Dnes (wcześniej TV NAŠA).